# Jonquières (Tarn)
Jonquières è un comune francese di 485 abitanti situato nel dipartimento del Tarn nella regione dell'Occitania.

## Società

### Evoluzione demografica
Abitanti censiti